# Карцев, Леонид Николаевич
Леони́д Никола́евич Ка́рцев (21 июля 1922 — 13 апреля 2013) — генерал-майор в отставке, кандидат технических наук (1964). С 1953 по 1969 год — главный конструктор Уральского вагоностроительного завода. Лауреат Государственной премии СССР (1969 год).

## Биография
Родился 21 июля 1922 года в селе Скомово Гаврилово-Посадского района Ивановской области.
Закончил среднюю школу в 1939 году и поступил в Ивановский энергетический институт.
После второго курса Леонида Карцева, которому было всего 19 лет, призвали в армию и направили в танковое училище в Саратове. Его он с отличием окончил в 1942 году. Воевал в составе 45-й гвардейской танковой бригады 1-й танковой армии. Войну закончил гвардии капитаном под Берлином в должности командира роты технического обеспечения.
В 1949 году с отличием окончил инженерный факультет Военной академии бронетанковых войск им. И. В. Сталина, военный инженер-конструктор. Получил распределение в Нижний Тагил на знаменитый Уралвагонзавод.
В 1953 году Леонид Николаевич возглавил конструкторское бюро этого предприятия. На момент вступления в должность главного конструктора ему ещё не исполнился 31 год. Карцев руководил созданием многих объектов. Это, например, Т-55 различных модификаций, Т-62, истребитель танков ИТ-1 «Дракон» и Т-72. За создание ракетного истребителя танков ИТ-1 удостоен Государственной премии СССР. Руководил проектами оригинальных экспериментальных конструкций бронетанковой техники. Карцев первым внедрил замену нарезных пушек танков на гладкоствольные. Гладкоствольная пушка на танке впервые в мире появилась в СССР в 1959 году — на Т-62. Называлась она У-5ТС «Молот». Сейчас все основные танки мира имеют только гладкоствольные орудия.
В 1968 году возник конфликт между Карцевым и новым директором Уралвагоназвода по реализации «объекта 172» (будущего танка Т-72), считавшего эту разработку стратегической ошибкой. Главный конструктор обратился с письмом в ЦК КПСС. Его там не поддержали. А в августе 1969 года уволили «по собственному желанию» с поста Главного конструктора.
С 1969 года в Москве. Сначала в должности заместителя председателя научно-танкового комитета Главного бронетанкового управления Министерства обороны, затем в НИИ двигателей.
В 1973 году генерал-майора Л. Н. Карцева уволили из армии и отправили на пенсию.
В 1974 году за разработку танка Т-72 группа лиц, многие из которых не участвовали в создании этого танка, а то и откровенно мешавшие работе над ним, как, например, директор УВЗ, спровоцировавший увольнение Карцева, получила звание лауреатов Государственной премии СССР. А создателей уникальных узлов и механизмов Т-72 — Л. А. Вайсбурга, Ю. А. Ковалёва, С. П. Петракова, как и Л. Н. Карцева в списке лауреатов не оказалось.
Умер 13 апреля 2013 года в Москве. Похоронен на Троекуровском кладбище (участок 26).

## Награды и премии
Лауреат Государственной премии СССР (1968). Награждён орденами Почёта (2012 г.), Ленина (1966 г.), Отечественной войны I ст. (1985 г.), Красной Звезды (1944 г.), «За службу Родине в Вооружённых Силах СССР» III ст., медалями, в том числе «За отвагу».

## Общественное признание
В декабре 2012 года на родине Карцева — селе Скомово Ивановской области — ему торжественно открыли прижизненный памятник — танк Т-62, установленный на постаменте.

## Мемуары
- Карцев Л.Н. [militera.lib.ru/memo/russian/kartsev_ln/ Воспоминания Главного конструктора танков]. — Техника и вооружение. — 2008, №№ 1-5, 8, 9, 11.